# تفصيل ثانوي (رواية)
تفصيل ثانوي هي رواية للكاتبة الفلسطينية عدنية شبلي صدرت عام 2017. وترجمتها إليزابيث جاكيت إلى الإنجليزية في عام 2020.

## خلفية
هي الرواية الثالثة لشبلي، والتي كتبها على مدار 12 عامًا.  وقد كُتب باللغة العربية، ونشرت لأول مرة بالعربية في عام 2017، وترجمتها إلى الإنجليزية إليزابيث جاكيت [الإنجليزية] في عام 2020. والرواية تستند إلى قصة حقيقية.
تتكون الرواية من جزأين، الأول يستذكر قصة حقيقية عن اغتصاب جماعي وقتل شابة عربية بدوية - فتاة فلسطينية عام 1949 على يد جنود إسرائيليين، وفي الجزء الثاني، يحكي قصة خيالية معاصرة عن حياة امرأة فلسطينية تحاول التحقيق في هذه الحادثة.
ترشحت الرواية لجائزة الكتاب الوطني للأدب المترجم عام 2020، أدرجت في القائمة الطويلة لجائزة البوكر الدولية عام 2021، كما فازت بجائزة ليبراتور برايس [الألمانية] في عام 2023.

## حبكة

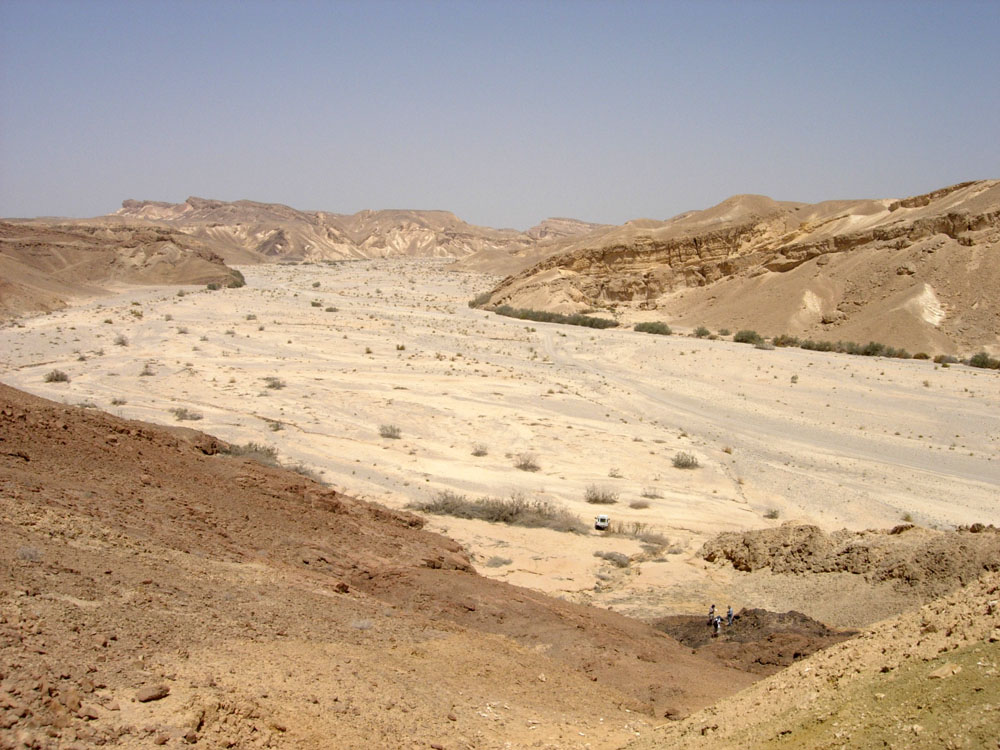
صحراء النقب حيث تدور أحداث جزء من الرواية.

تروي الرواية في جزئها الأول حدثًا تاريخيًا،  وهو اغتصاب وقتل شابة عربية بدوية - فتاة فلسطينية عام 1949 على يد جنود إسرائيليين في صحراء النقب. أما الجزء الثاني فيتعلق بشخصية معاصرة، وهي امرأة من سكان مدينة رام الله لم يذكر اسمها، تتعرف على حادثة عام 1949 من خلال سجل في إحدى الصحف، وتطارد الأحداث لأنها تشترك في نفس تاريخ ميلادها، وتحاول التحقيق في الحادثة من خلال زيارة الموقع. أرشيفات المتحف (بما في ذلك متحف تاريخ قوات الدفاع الإسرائيلية). وقد يصبح التحقيق معها صعباً بسبب القيود المفروضة على السفر التي يواجهها الفلسطينيون. وفي النهاية، وبعد أن انتهكت قيود السفر، يعدمها الجيش الإسرائيلي في نفس المكان الذي أُعدمت فيه الفتاة البدوية.

## الجوائز
- جائزة الكتاب الوطني للأدب المترجم (النهائيات، 2020).[16]
- جائزة البوكر الدولية (القائمة الطويلة، 2021).[17][18]
- ليبراتور برايس (2023).[19]

## ترجمة
صدرت الرواية باللغة العربية عام 2017. وترجمت إلى عدة لغات:
- الألمانية: Eine Nebensache. فون غونتر أورث. بيرينبيرج فيرلاج، برلين 2022، ISBN 9783949203213
- الأسبانية: Un detalle menor، هوجا دي لاتا، 2019، ISBN 9788416537570
- الإنجليزية:Minor Detail، إصدارات فيتزكارالدو (المملكة المتحدة)، 2020، ISBN 9781913097172 (112 صفحة)؛ نيو دايركشن ببليشينغ (الولايات المتحدة الأمريكية)، ISBN 9780811229074 (105 صفحة)؛ تيكست ببليشينغ (أستراليا)، ISBN 9781922268693 (176 صفحة)
- الفرنسية: Un détail mineur، Actes Sud، 2020، ISBN 9782330142094
- البولندية: Drobny szczegół . ويداونيكتو دزازجي، 2023. ردمك 9788396898807
- البرتغالية: Um Detalhe Menor، منشورات دوم كيشوت (البرتغال)، 2022، ISBN 9789722074421